# Cerkiew św. Paraskewy w Nowym Bruśnie
Cerkiew św. Paraskewy w Nowym Bruśnie – dawna cerkiew greckokatolicka, wzniesiona w 1713 we wsi Nowe Brusno.
W latach 1713–1947 użytkowana jako greckokatolicka cerkiew filialna parafii w Starym Bruśnie.
Po 1947 świątynia przejęta przez Skarb Państwa, nieczynna kultowo.
Cerkiew wpisano na listę zabytków w 1987 i włączono do podkarpackiego Szlaku Architektury Drewnianej.

## Historia obiektu
Cerkiew zbudowana w 1713 przez cieślę Stefana Sienko Siematiewskiego z Płazowa fundacji Maurycego Kurdwanowskiego rotmistrza królewskiego i starosty bełskiego. Pierwotnie była to drewniana świątynia konstrukcji zrębowej, orientowana, trójdzielna. Do większej nawy od zachodu przylegał niewielki prostokątny babiniec, na którego piętrze znajdowała się kaplica św. Mikołaja z galerią arkadową od zewnątrz. Od wschodu nawy znajdowało się tej samej szerokości prezbiterium zamknięte trójbocznie. Około 1850 przebudowano sanktuarium. W 1873 dobudowano zakrystię. W 1903 znacznie przekształcono bryłę budowli. Od zachodu dobudowano nowy większy babiniec, który przykryto ośmiopołaciową kopułą dominującą w wyglądzie cerkwi. Pozostałe dwie kopuły, którym zmieniono profile pokryto blachą i zwieńczono nowymi pseudolatarniami z cebulastymi hełmami zakończonymi krzyżami. Zlikwidowano soboty pozostawiając zadaszenie wokół prezbiterium. W 1947 cerkiew przejął Skarb Państwa i nieużytkowana ulegała dewastacji. w 1962 zniszczony ikonostas i resztki wyposażenia zabezpieczono w muzeach w Łańcucie i Przemyślu. W 1980 cerkiew zagrożona była rozebraniem. w 1990 podparto ściany stemplami i kozłami. W 1994 rozpoczęty remont przerwano z powodu braku koncepcji. W 2014 obiekt przejęło Muzeum Kresów w Lubaczowie. W latach 2014–2019 wykonano remont obejmujący pełną konserwację świątyni.

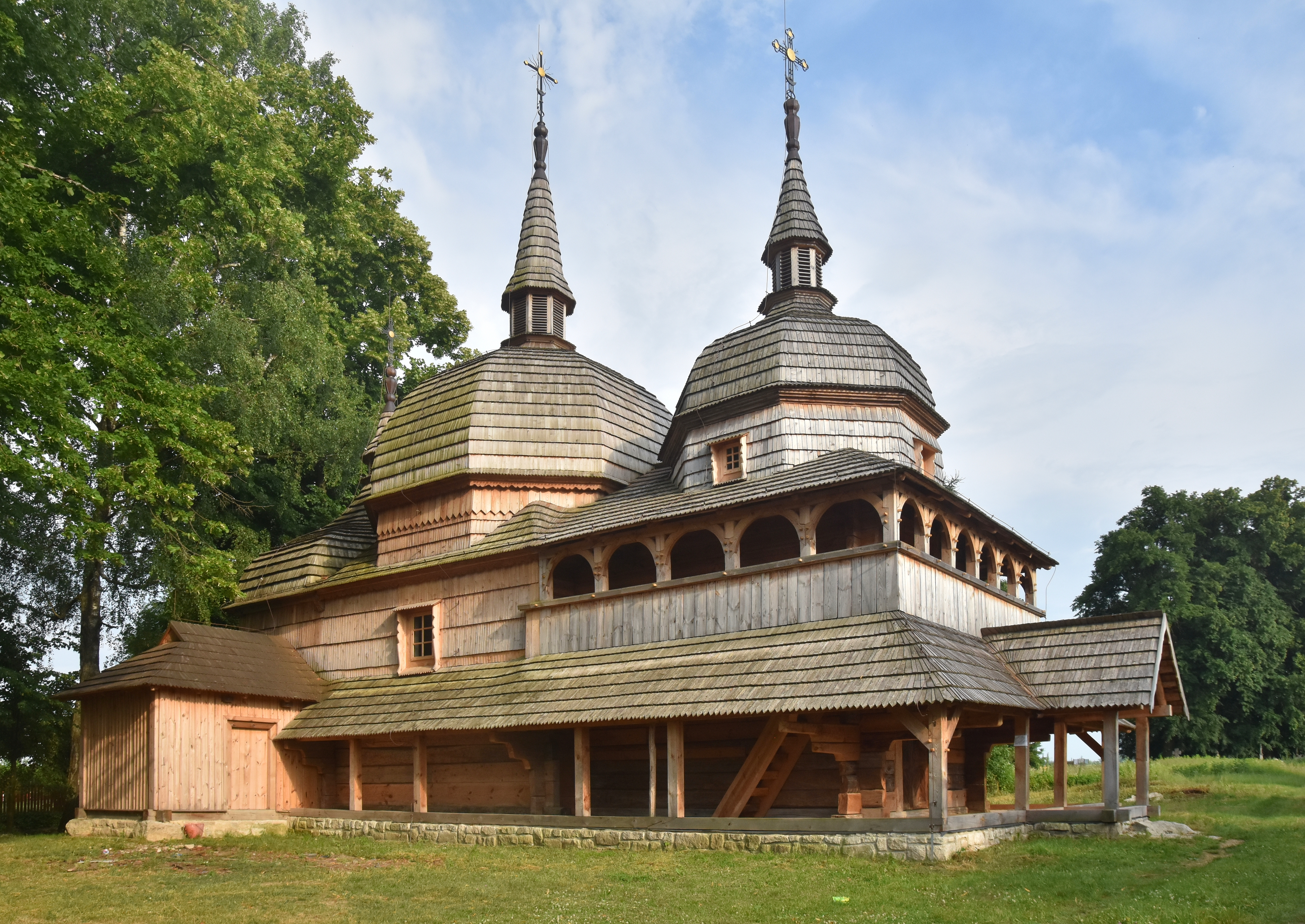
Elewacja północna
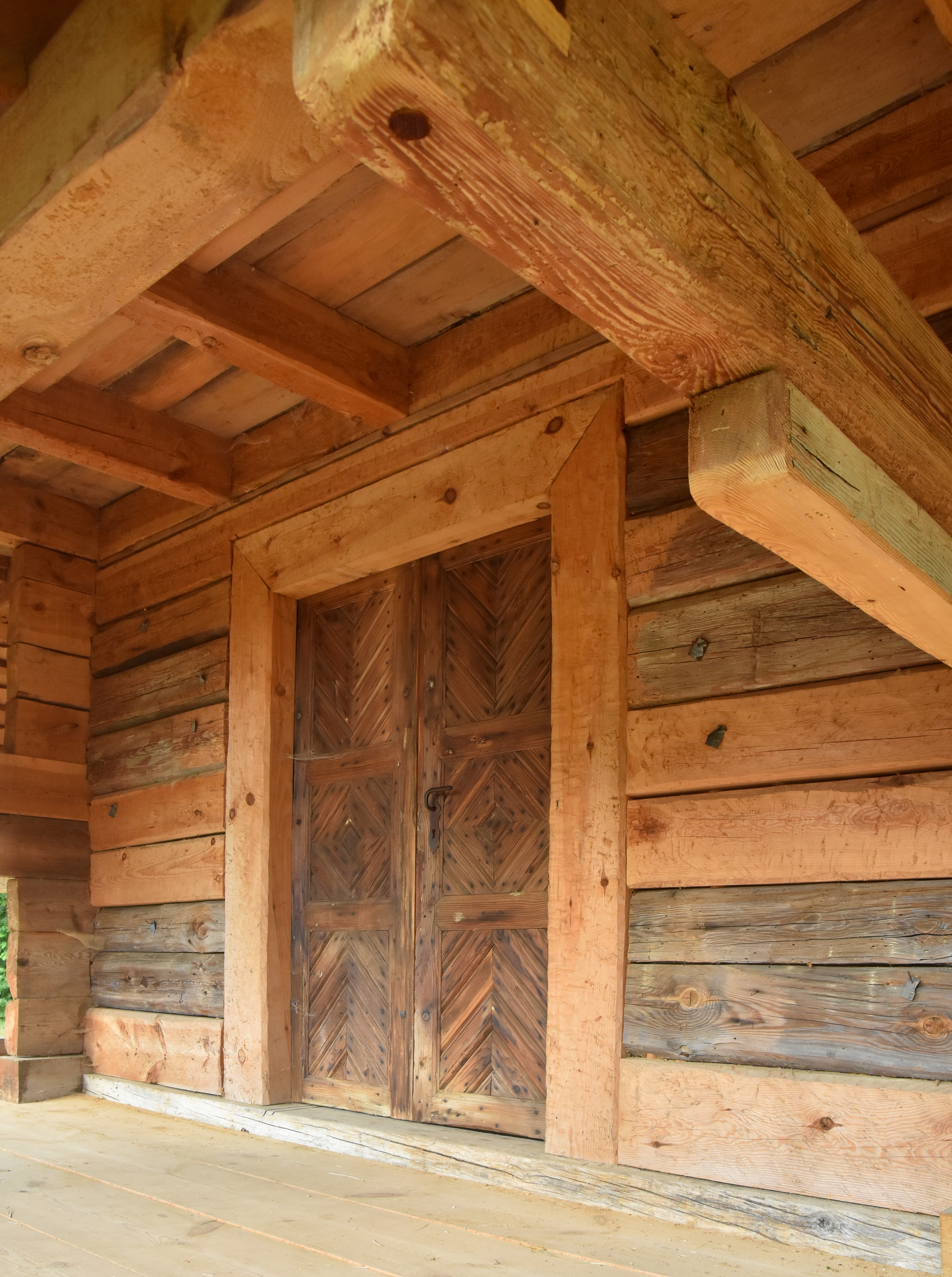
Wejście
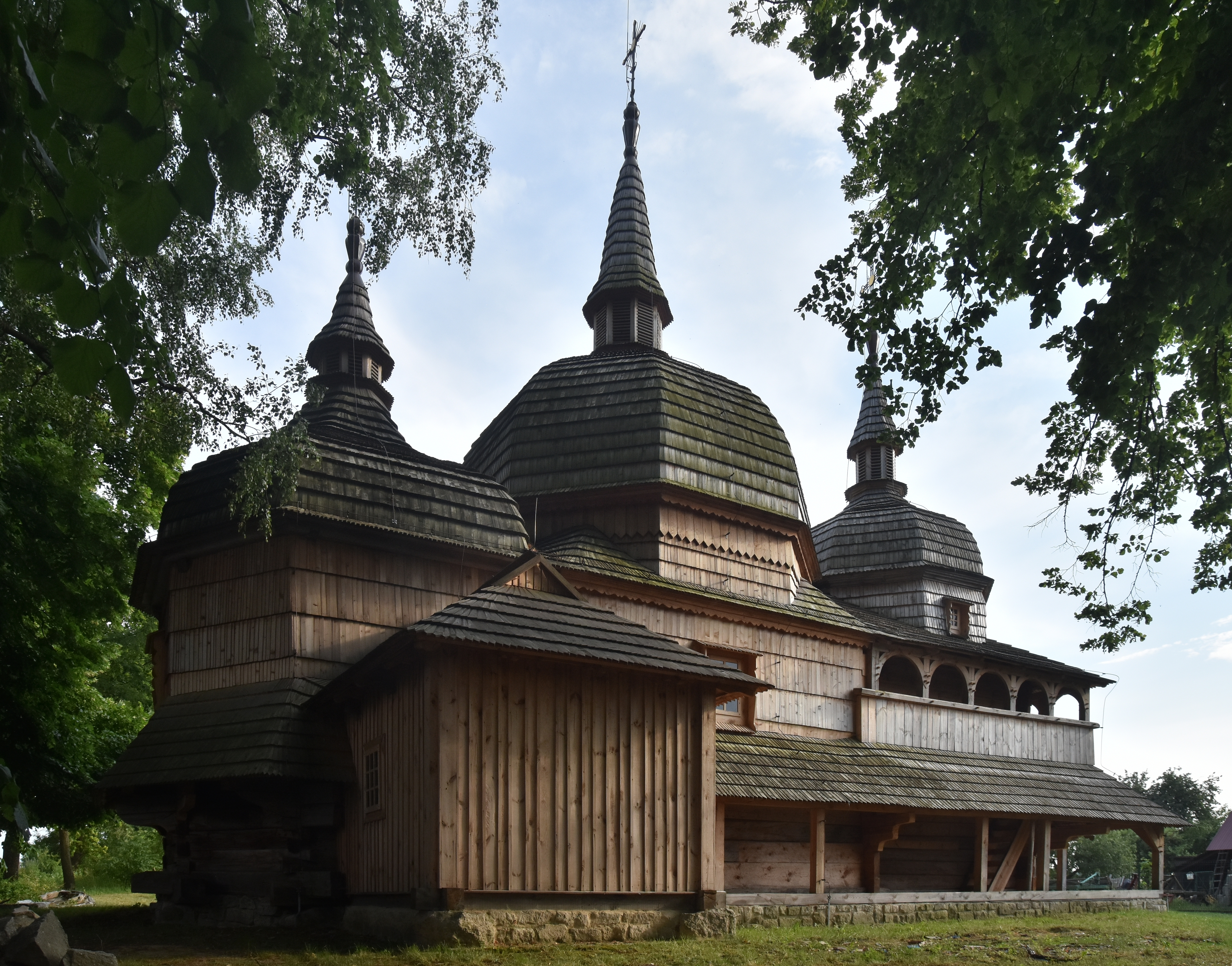
Widok od strony prezbiterium
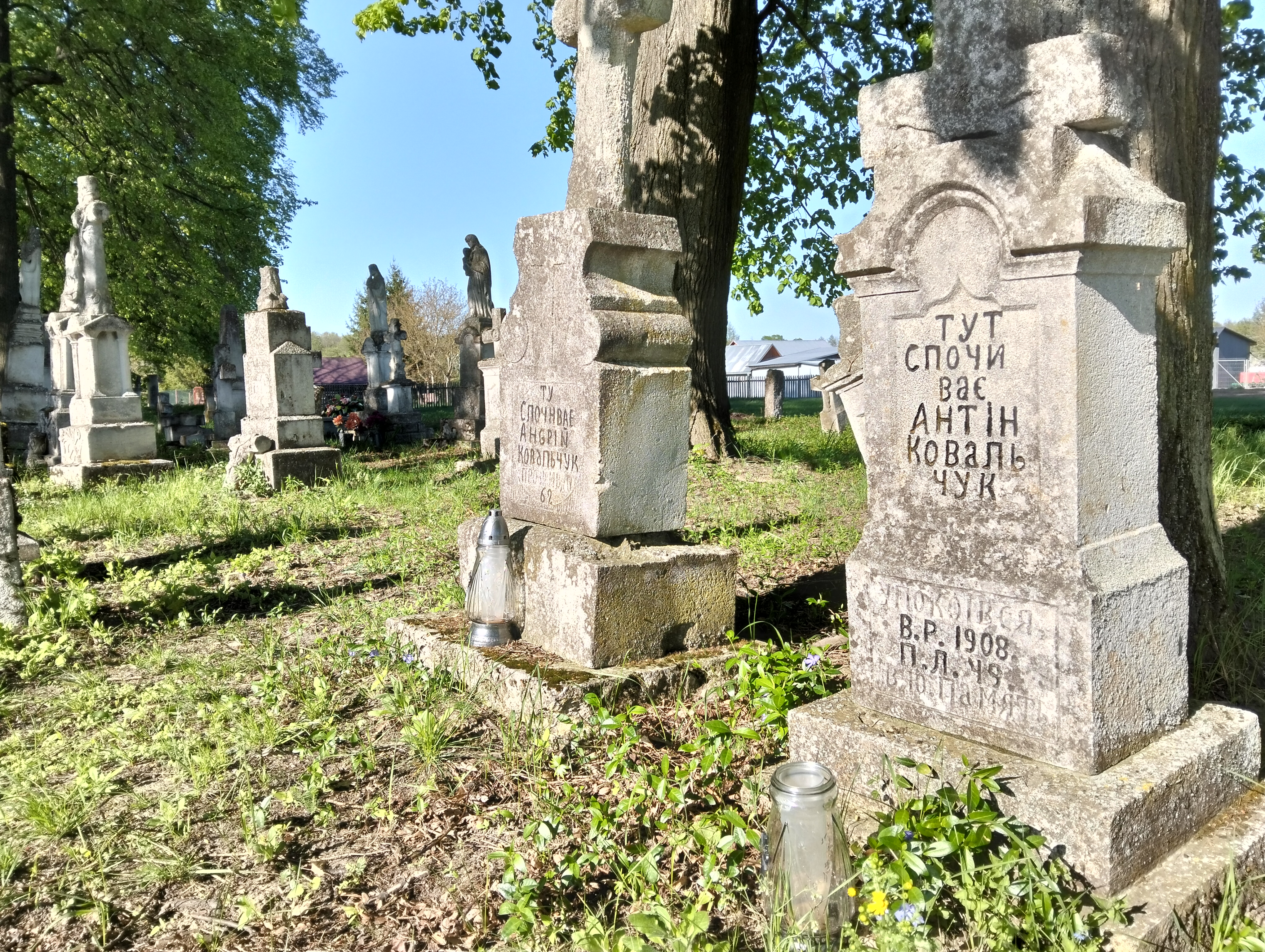
Fragment cmentarza

## Architektura
Wykonywany remont cerkwi w latach 2014–2016 ma na celu przywrócenie jej pierwotnej bryły i obejmuje:
- wykonanie fundamentów
- konserwację i częściową wymianę ścian
- odtworzenie zakrystii
- konserwację babińca z rekonstrukcją kaplicy św. Mikołaja
- konserwację kopuł nad nawą i prezbiterium z wymianą poszycia dachowego
- rekonstrukcję sobót, podłóg, stolarki okiennej i drzwiowej
- odbudowę ogrodzenia

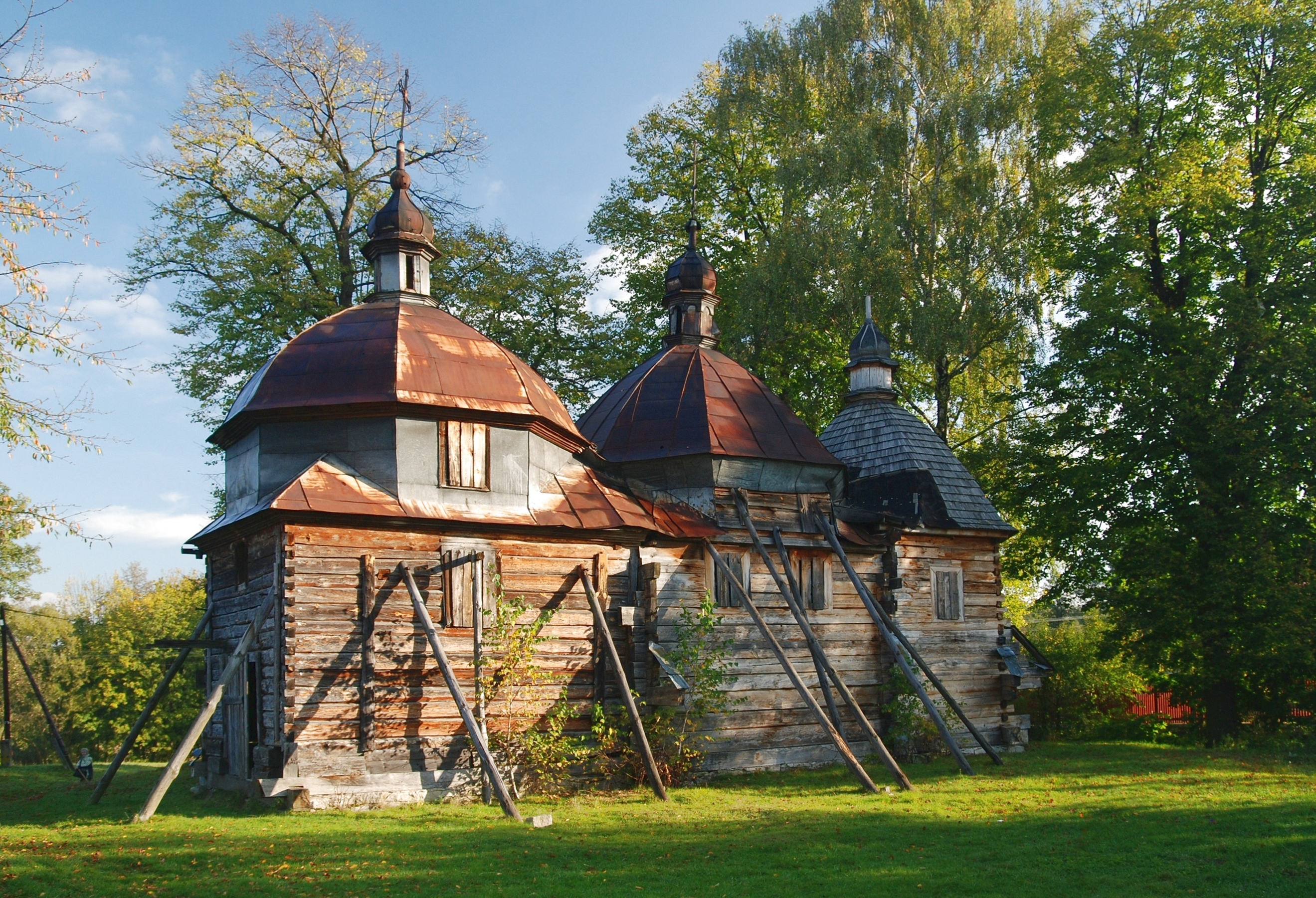
Przed remontem, widok od południa
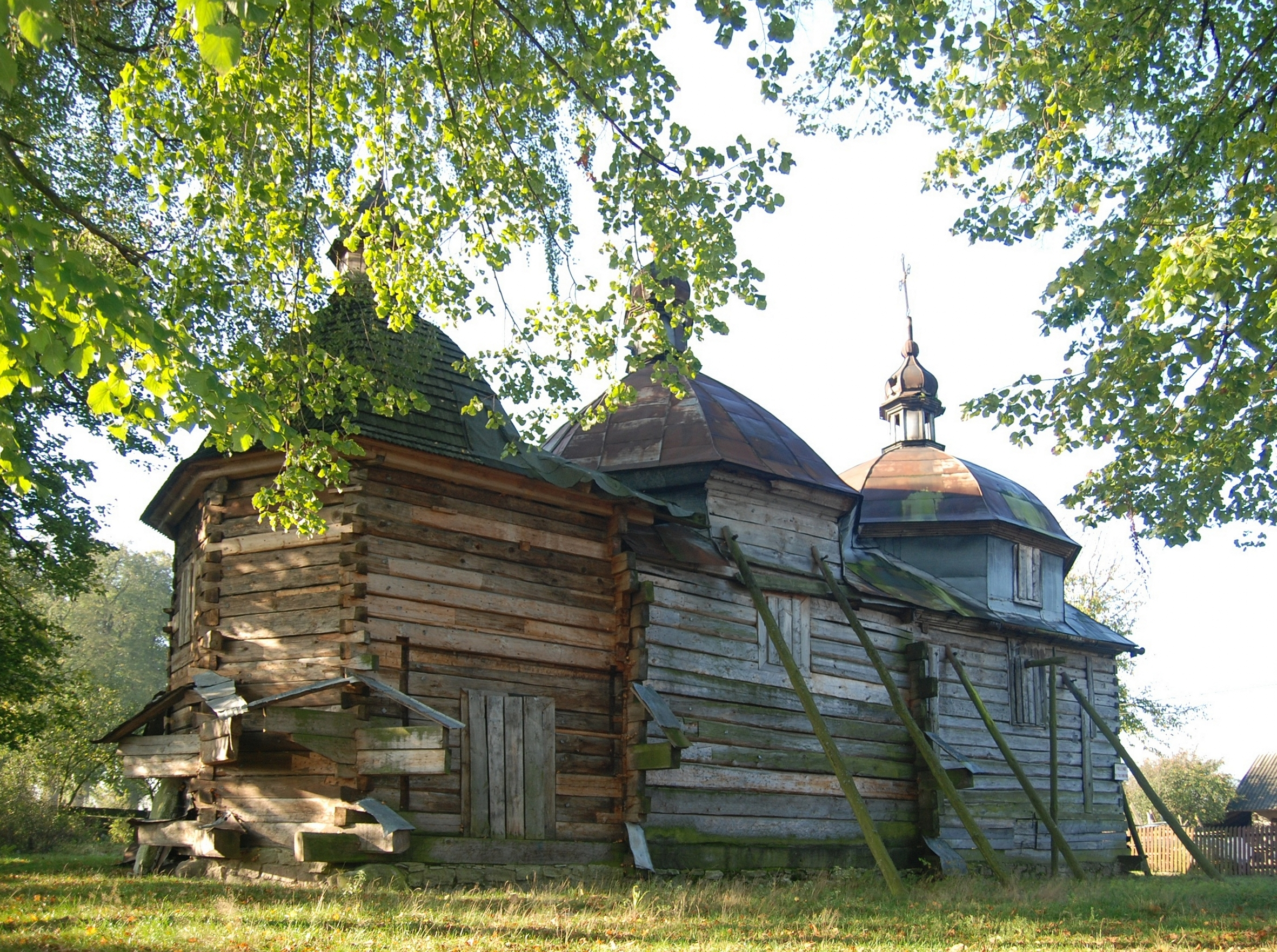
Przed remontem, widok od północy
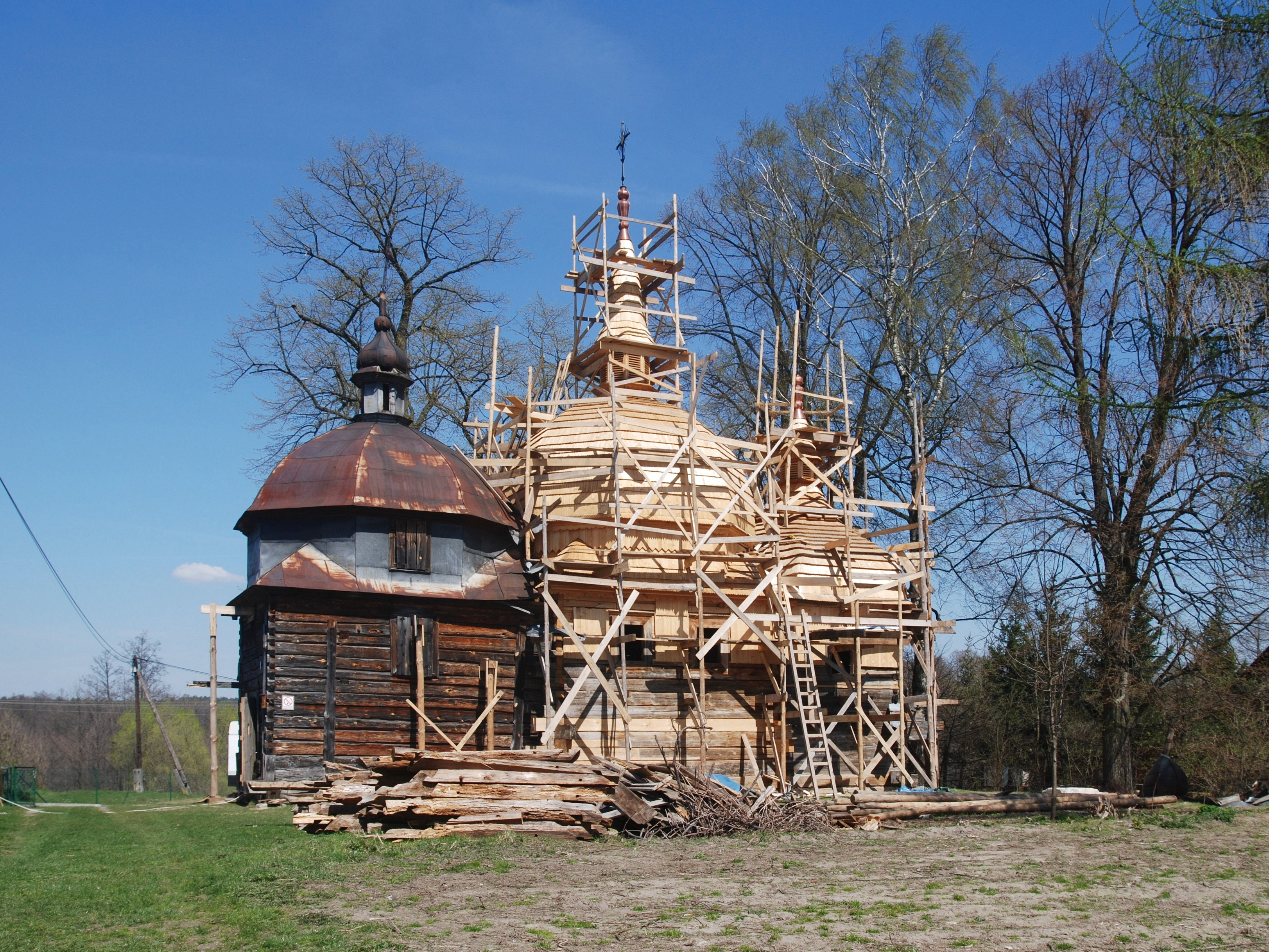
W czasie remontu (2015)